# Phrudocentra kinstonensis
Phrudocentra kinstonensis är en fjärilsart som beskrevs av Butler 1878. Phrudocentra kinstonensis ingår i släktet Phrudocentra och familjen mätare. Inga underarter finns listade i Catalogue of Life.